# Ricarda Bauernfeind
Ricarda Bauernfeind (Ingolstadt, 1 april 2000) is een Duits wielrenster die sinds 2023 rijdt voor het Duitse Canyon//SRAM Racing.

## Carrière
Ze rijdt op de baan en op de weg. Eind 2022 werd bekend dat ze per 2023 overstapt van de opleidingsploeg naar de World-Tourploeg van Canyon-SRAM Racing.
In 2022 werd Bauernfeind derde bij de beloften op de wereldkampioenschappen wielrennen in zowel de tijdrit als de wegwedstrijd. De beloften reden mee in de wedstrijd met de elite vrouwen, in deze wedstrijd werd ze 20e.
De grootste zege in haar carrière behaalde Bauernfeind in de Tour de France Femmes 2023. Door tijdig uit het peloton weg te rijden wist ze solo over de finish te komen in de vijfde etappe in Albi.

## Overwinningen
2022
GP Slovakia
Jongerenklassement Ronde van de Pyreneeën
2023
5e etappe Tour de France Femmes
Jongerenklassement Ronde van Romandië

## Resultaten in voornaamste wedstrijden
| Jaar | Ronde van Italië | Ronde van Frankrijk | Ronde van Spanje |
| ---- | ---------------- | ------------------- | ---------------- |
| 2022 |                  |                     |                  |
| 2023 |                  | 9e (1)              | 5e               |
| 2024 |                  |                     | 6e               |
| 2025 |                  | 32e                 |                  |

| Jaar | Amstel Gold Race | Luik-Bast.‑Luik | Strade Bianche | Trofeo Alfredo Binda | Waalse Pijl |  | WK op de weg |
| ---- | ---------------- | --------------- | -------------- | -------------------- | ----------- |  | ------------ |
| 2022 |                  |                 |                |                      |             |  | 20e          |
| 2023 | 21e              | 21e             | 16e            | 14e                  | 13e         |  | 67e          |
| 2024 | 18e              | 9e              | 29e            | 16e                  | opgave      |  |              |
| 2025 |                  |                 |                | opgave               |             |  |              |

## Ploegen
- 2022 –  Canyon//SRAM Generation (opleidingsploeg)
- 2023 –  Canyon-SRAM
- 2024 –  Canyon-SRAM
- 2025 –  Canyon//SRAM zondacrypto

Bäckstedt (vanaf 1/9) · Bauernfeind · Bossuyt · Bradbury · Chabbey · Cromwell · van der Duin · Dygert · Niedermaier · Niewiadoma · Paladin · Rooijakkers · Roy · Skalniak-Sójka · Towers
Bäckstedt · Bauernfeind · Bossuyt · Bradbury · Chabbey · Cromwell · Czapla · van der Duin · Dygert · Morrice · Niedermaier · Niewiadoma · Paladin · Skalniak-Sójka · Towers
Aintila · Bäckstedt · Bauernfeind · Bradbury · Consonni · Cromwell · Czapla · van der Duin · Dygert · Klöser · Kolesava · Martins · Niedermaier · Niewiadoma · Paladin · Skalniak-Sójka · Towers · Uttrup Ludwig